# Прыжки на батуте на Европейских играх 2019
Прыжки на батуте на Европейских играх 2019 - соревнования по прыжкам на батуте на Европейских играх 2019 проходили с 24 по 25 июня 2019 года в городе Минске, в Минск-Арене. Было разыграно четыре комплекта медалей. В соревнованиях приняли участие 48 спортсменов.

## Календарь
| ЦО | Церемония открытия | ● | Квалификации | 2 | Финалы соревнований | ЦЗ | Церемония закрытия |

| Июнь             | Июнь             | 21 Пт | 22 Сб | 23 Вс | 24 Пн | 25 Вт | 26 Ср | 27 Чт | 28 Пт | 29 Сб | 30 Вс | Медали |
| ---------------- | ---------------- | ----- | ----- | ----- | ----- | ----- | ----- | ----- | ----- | ----- | ----- | ------ |
| Прыжки на батуте | Прыжки на батуте |       |       |       | 2     | 2     |       |       |       |       |       | 4      |

## Медали

### Мужчины
| Дисциплина            | Золото                                    | Серебро                                       | Бронза                                     |
| --------------------- | ----------------------------------------- | --------------------------------------------- | ------------------------------------------ |
| Индивидуальные прыжки | Беларусь · Владислав Гончаров             | Россия · Михаил Мельник                       | Португалия · Диего Ганчиньо                |
| Синхронные прыжки     | Польша · Лукаш Яворский · Артур Закревски | Украина · Антон Давыденко · Николай Просторов | Франция · Алан Моранте · Себастьян Мартини |

### Женщины
| Дисциплина            | Золото                                        | Серебро                                    | Бронза                               |
| --------------------- | --------------------------------------------- | ------------------------------------------ | ------------------------------------ |
| Индивидуальные прыжки | Франция · Лиа Лебрусс                         | Грузия · Люба Головина                     | Беларусь · Анна Гончарова            |
| Синхронные прыжки     | Беларусь · Анна Гончарова · Мария Махаринская | Украина · Светлана Малькова · Марина Кийко | Россия · Ирина Кундиус · Яна Павлова |

### Общий зачёт
| Общее количество медалей |            |        |         |        |       |
| Место                    | Страна     | Золото | Серебро | Бронза | Всего |
| 1                        | Беларусь   | 2      | 0       | 1      | 3     |
| 2                        | Франция    | 1      | 0       | 1      | 2     |
| 3                        | Польша     | 1      | 0       | 0      | 1     |
| 4                        | Украина    | 0      | 2       | 0      | 1     |
| 5                        | Россия     | 0      | 1       | 1      | 2     |
| 6                        | Грузия     | 0      | 1       | 0      | 1     |
| 7                        | Португалия | 0      | 0       | 1      | 1     |
| -                        | Всего      | 4      | 4       | 4      | 12    |